# Calyptorhynchus lathami
Calyptorhynchus lathami là một loài chim trong họ Cacatuidae.

## Hình ảnh

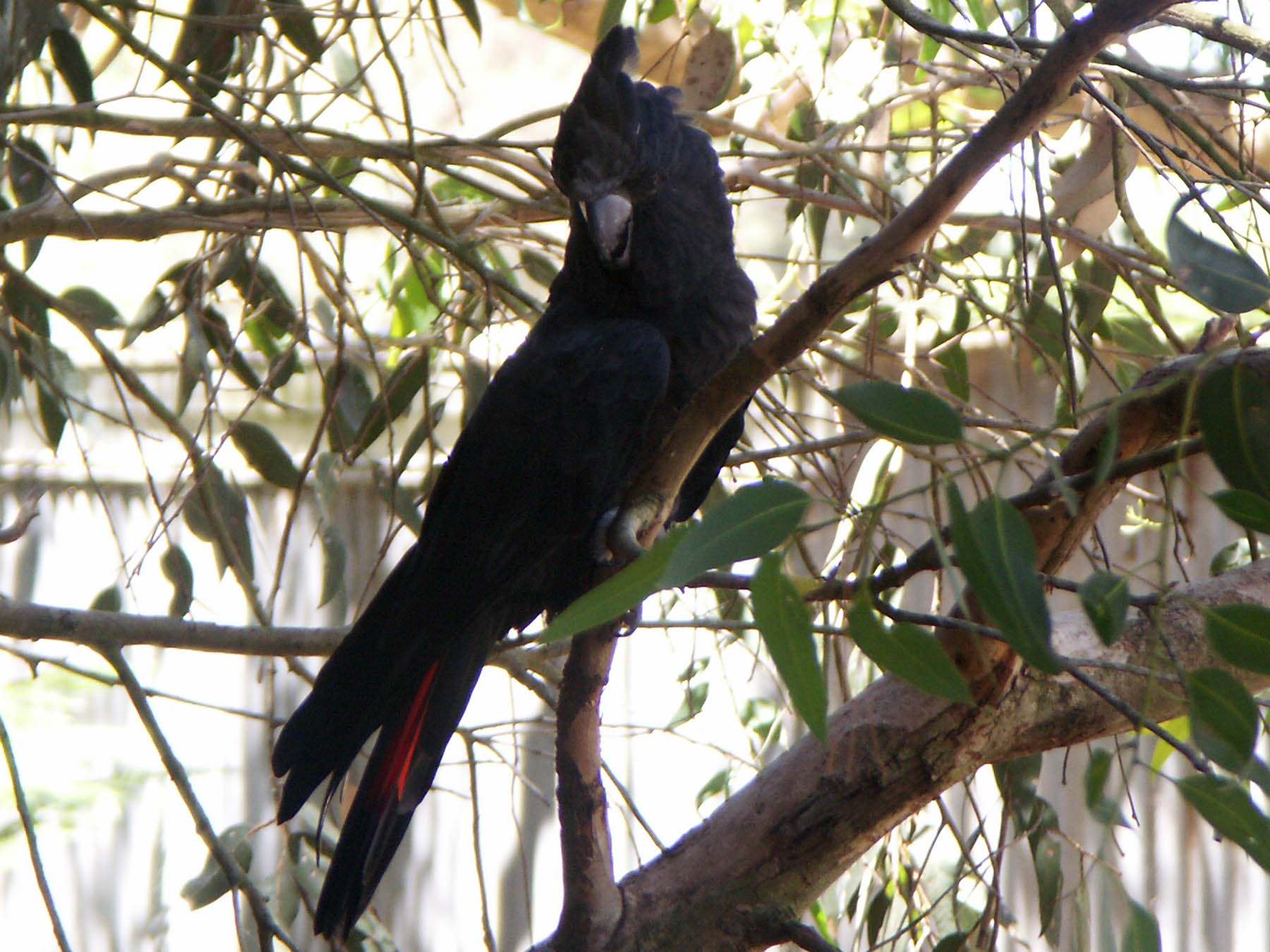
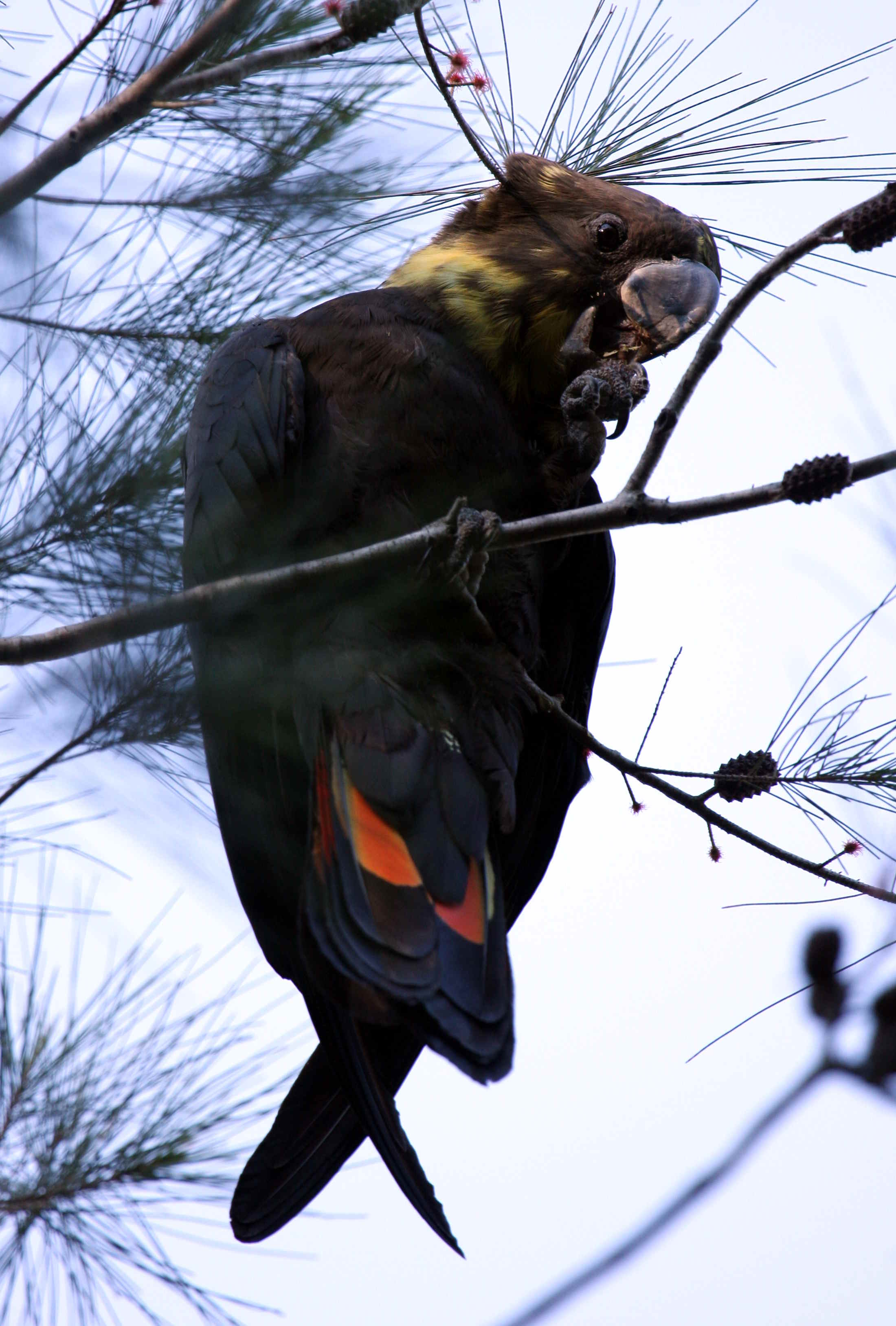